# Ro-Ro ladje
Ro-Ro ladje (ang. roll-on/roll-off) so ladje za transportiranje tovora na kolesih, kot so avtomobili, kombiji, poltovornjaki, tovornjaki, prikolice in tudi železniški vagoni. Tovor se raztovarja s pomočjo koles na vozilih in ne z uporabo dvigala kot Lo-Lo ladjah (Llift-on/Lift-off).
RoRo ladje imajo vgrajeno rampo za lažje natovarjanje in raztovarjnaje vozil. Rampe so lahko samo na zadnjem delu, nekatere ladje pa jo imajo tudi pri strani. Podkategorija je Ro-Ro ladje je PCC (pure car carrier), ki se uporablja samo prevoz avtomobilov. Ladje tega tipa imajo po navadi nadstropja z manjšo višino za večjo število avtomobilov. PCTC (pure car/truck carrier) se uporablja samo za avte in tovornjake.
Pri večini transportnih ladij se tovor meri v tonah, pri Ro-Ro ladjah pa z dolžino prog, na katerih lahko vozila parkirajo. Včasih se uporablja tudi termin CEU (car equivalent units)
Trajekti tudi spadajo v Ro-Ro ladje. Največji Ro-Ro križarski trajekt je MS Color Magic z 75 200 gros tonami (GT), ki je vstopil v uporabo leta 2007 za operaterja Color Line. Zgradila ga je ladjedelnica Aker Finyards na Finskem. Je 223,7 m dolg in 35 metrov širok. Lahko preveža 550 avtomobilov, dolžina prog je 1270 metrov  
Obstaja tudi kategorija Con-Ro, hibrid Ro-Ro ladje in kontejnerske ladje. Take ladje operirajo v družbi Atlantic Container Line. Avti so razporejeni v nižjih nadstropjih. kontejnerji pa na vrhu ladje.
Ro-Ro ladja Auriga Leader, zgrajena leta 2008 s kapaciteto 6 200 avtov je prva ladja, ki jo deloma poganja sončna energija.